# Wohnturm Boberröhrsdorf

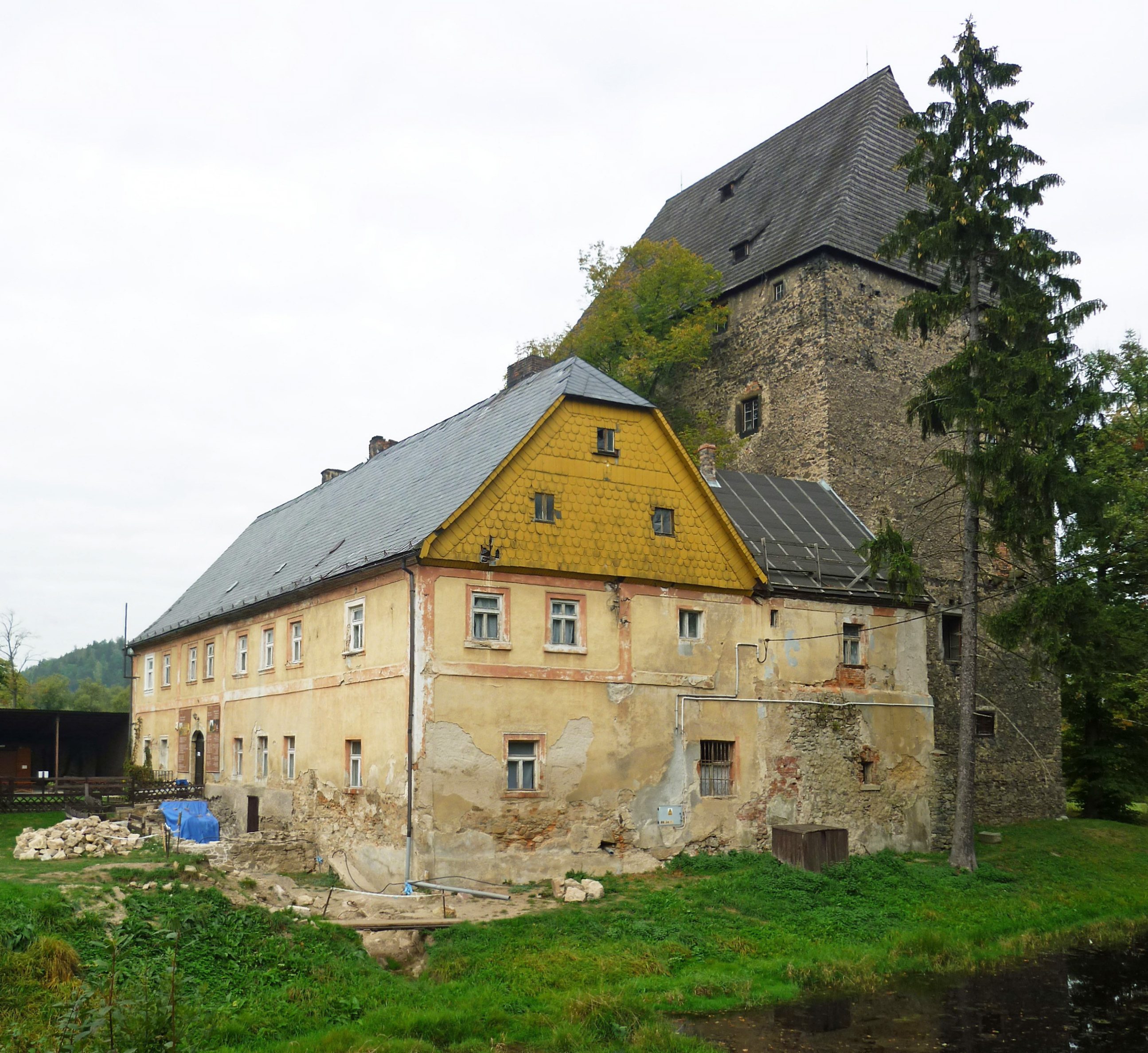
Nebengebäude

Der Wohnturm in Boberröhrsdorf (polnisch Wieża książęca w Siedlęcinie) befindet sich in Siedlęcin (deutsch Boberröhrsdorf), im Powiat Jeleniogórski (Kreis Hirschberg) in der Woiwodschaft Niederschlesien in Polen. Der Turm ist neben einer Furt durch den Bober am Weg von Prag nach Breslau entstanden und war ursprünglich von Befestigungen umgeben, die bis 1840 eingeebnet wurden. Er ist eines der bedeutendsten Baudenkmäler Schlesiens.

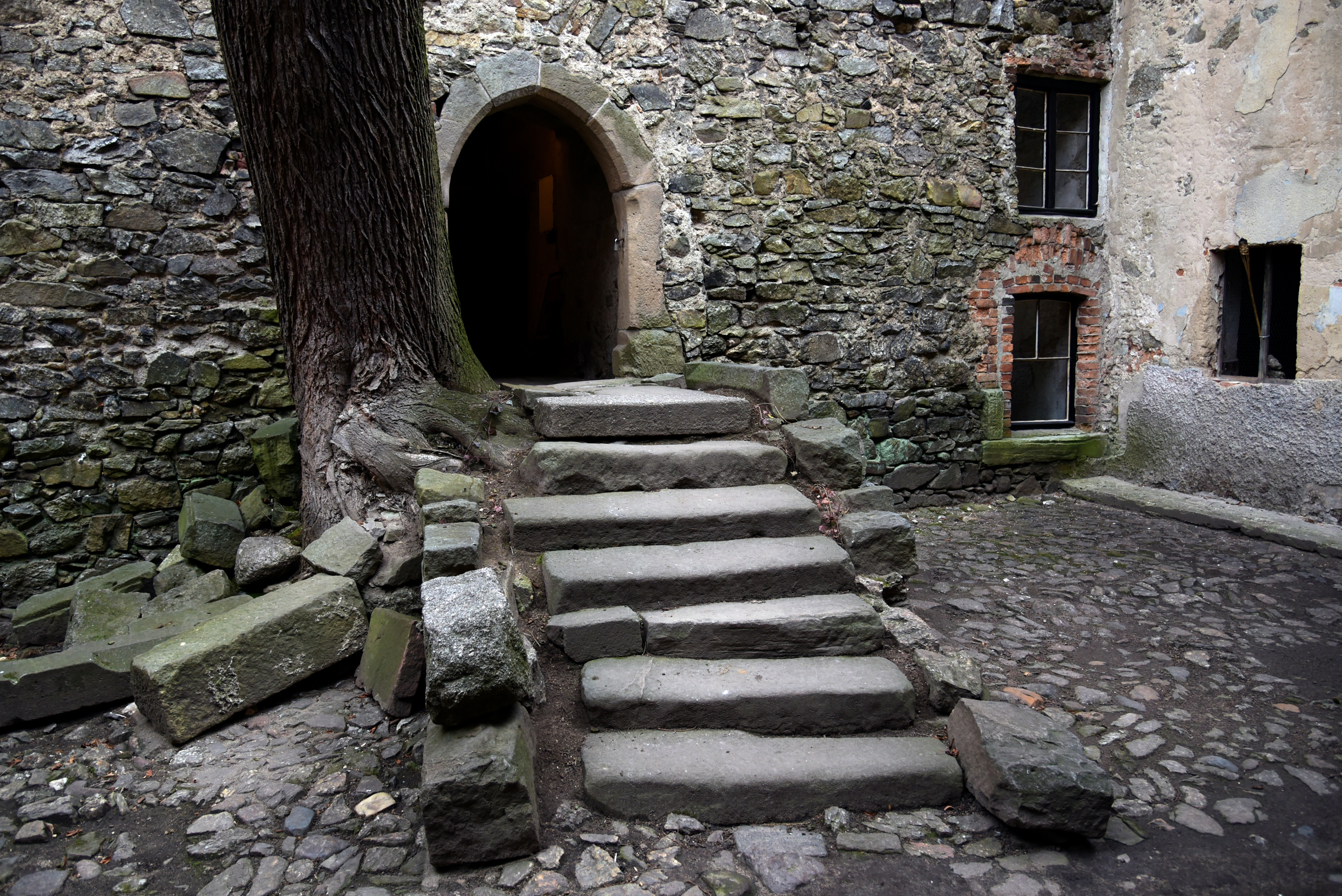
Eingang zum Wohnturm

## Geschichte
Dendrochronologisch belegt, wurde 1313 oder 1314 ein Wohnturm errichtet, entweder durch den Landesherrn Heinrich von Jauer oder durch die Lokatorenfamilie. Zum Schutz der damaligen Westgrenze des Herzogtums Jauer gegenüber der Oberlausitz und Böhmen wurde der Wohnturm nach Süden durch eine Wehranlage gesichert. Die Bauform dieses Turms scheint aus dem Westen zu stammen. Agnes von Habsburg († 1392), Witwe Bolkos II., verkaufte das Gut an die von Redern, die ihn bis Ende des 15. Jahrhunderts behielten. Die früheste Darstellung des Wohnturms stammt von Friedrich Bernhard Werner vom Ende des 15. Jahrhunderts. Über mehrere Zwischenbesitzer ging der Besitz 1732 an die von Schaffgotsch. Der Turm bzw. das daneben errichtete barocke Verwalterhaus diente als Verwalterwohnsitz des Guts. Während des Zweiten Weltkrieges wurden private Kunstgüter aus Berlin in verschiedene schlesische Schlösser ausgelagert, u. a. in den Wohnturm Boberröhrsdorf, wo sie nach Kriegsende von der Roten Armee beschlagnahmt und in die UdSSR verbracht wurden. Nach 1945 wurde das Dominium als PGR weitergenutzt. Der Wohnturm wurde von der Stiftung Fundacja Zamek Chudów übernommen und restauriert.

## Bauwerk
Im Inneren des Wohnturms wurden im Jahr 1880 Wandmalereien entdeckt, die als älteste profane Darstellungen im heutigen Polen gelten. Ein spitzbogiges Portal führt zu einer Bohlentreppe, die in das erste Geschoss führt. Im zweiten Geschoss sind Seccomalereien zu sehen. Diese zeigen ein ritterliches Brautpaar und eine Ehepaar, das im Sinne eines memento mori in Gräbern liegt. Daneben befindet sich eine Darstellung des Hl. Christophorus, der, wie typisch in Schlesien, das Christuskind im Arm trägt. Rechts folgen Szenen aus einem Ritterepos, deren Bedeutung umstritten ist. Möglicherweise handeln die Bilder um die Befreiung der Guinevra durch Lancelot. Im dritten Geschoss sind Reste einer Renaissancedecke erhalten. Im darüberliegenden Wehrgeschoss mit originalem Estrich aus gestampftem Lehm sind vermauerte Zinnen zu erkennen, über denen 1575 der Dachstuhl errichtet worden war. Kunsthistorisch bedeutend sind die im Jahr 1880 entdeckten gotischen Wandmalereien im großen Saal im 3. Stockwerk des Wohnturms. Sie sind wohl um 1345/46 entstanden und wurden nach 1354 erweitert. Der Maler stammte aus dem Gebiet der heutigen Nordschweiz.

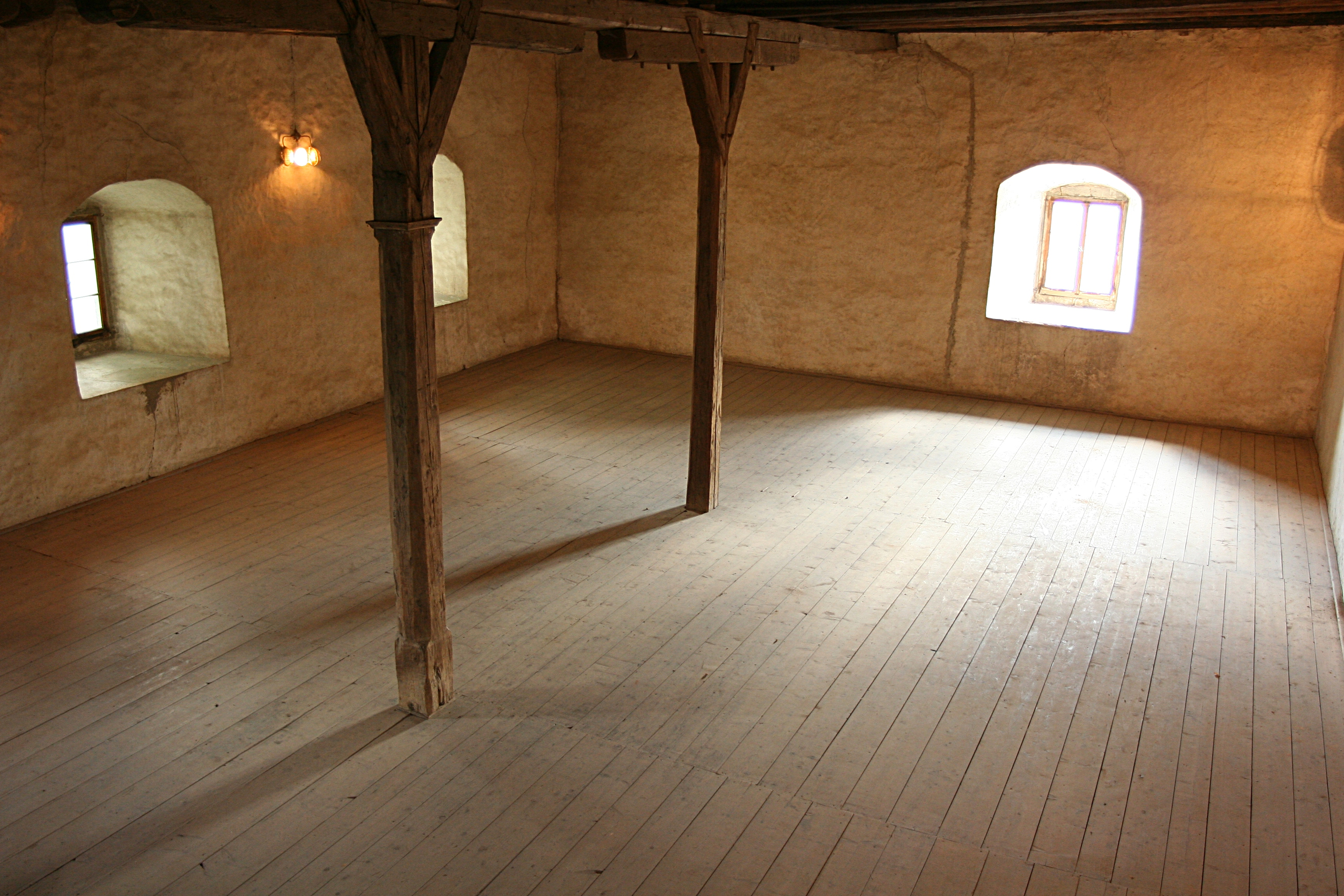
Im Inneren
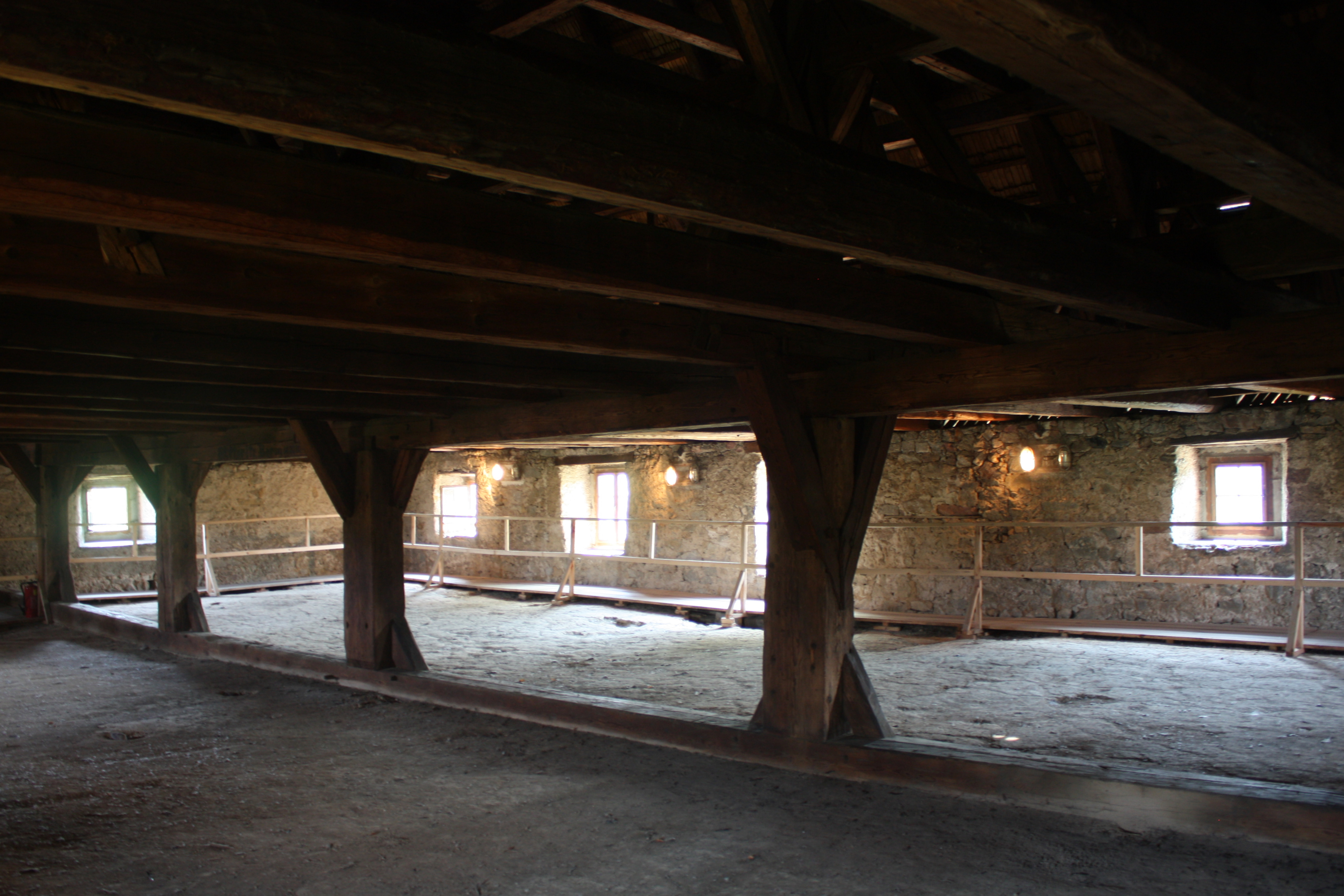
Wehrgeschoss
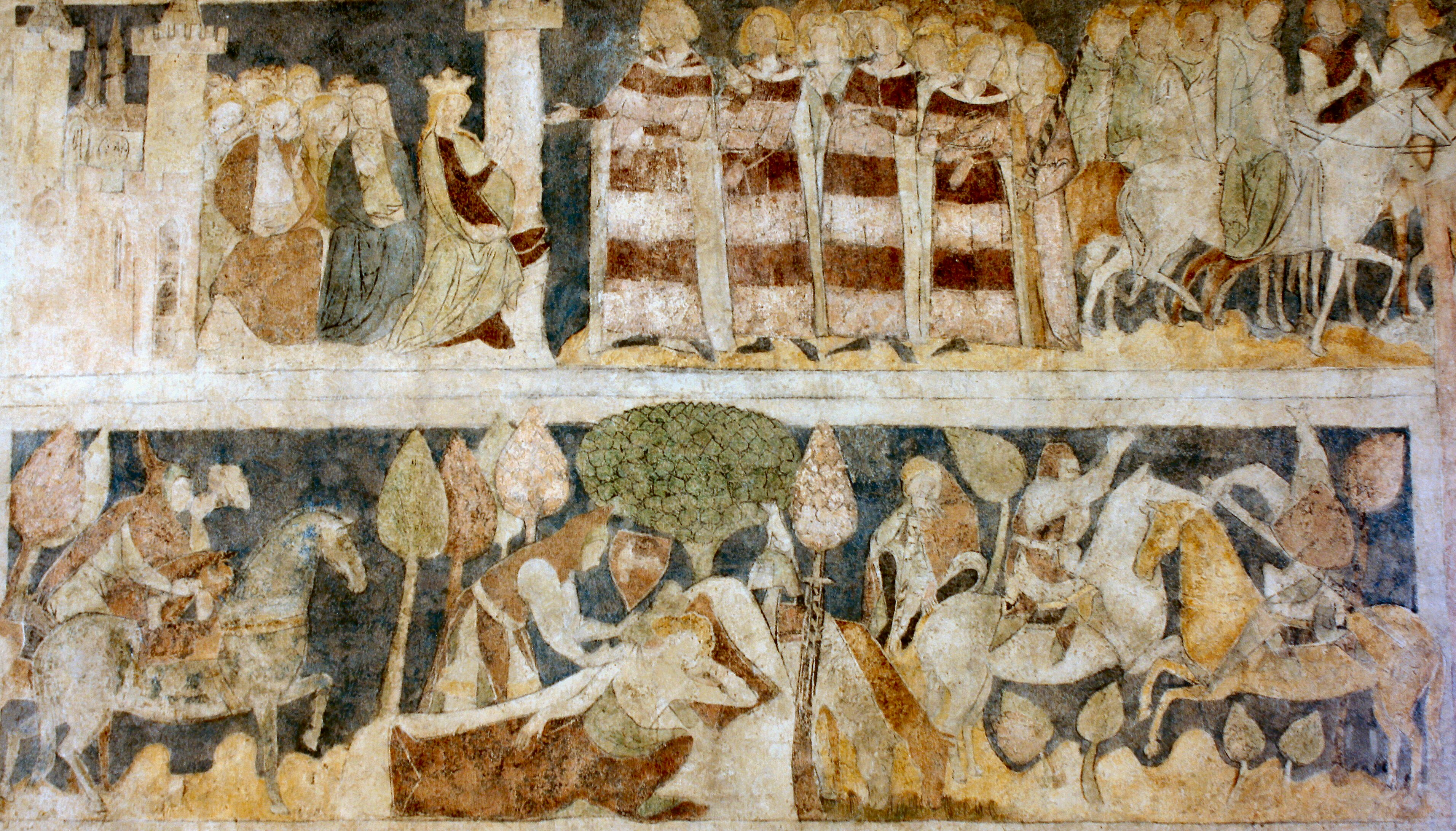
Wandmalereien
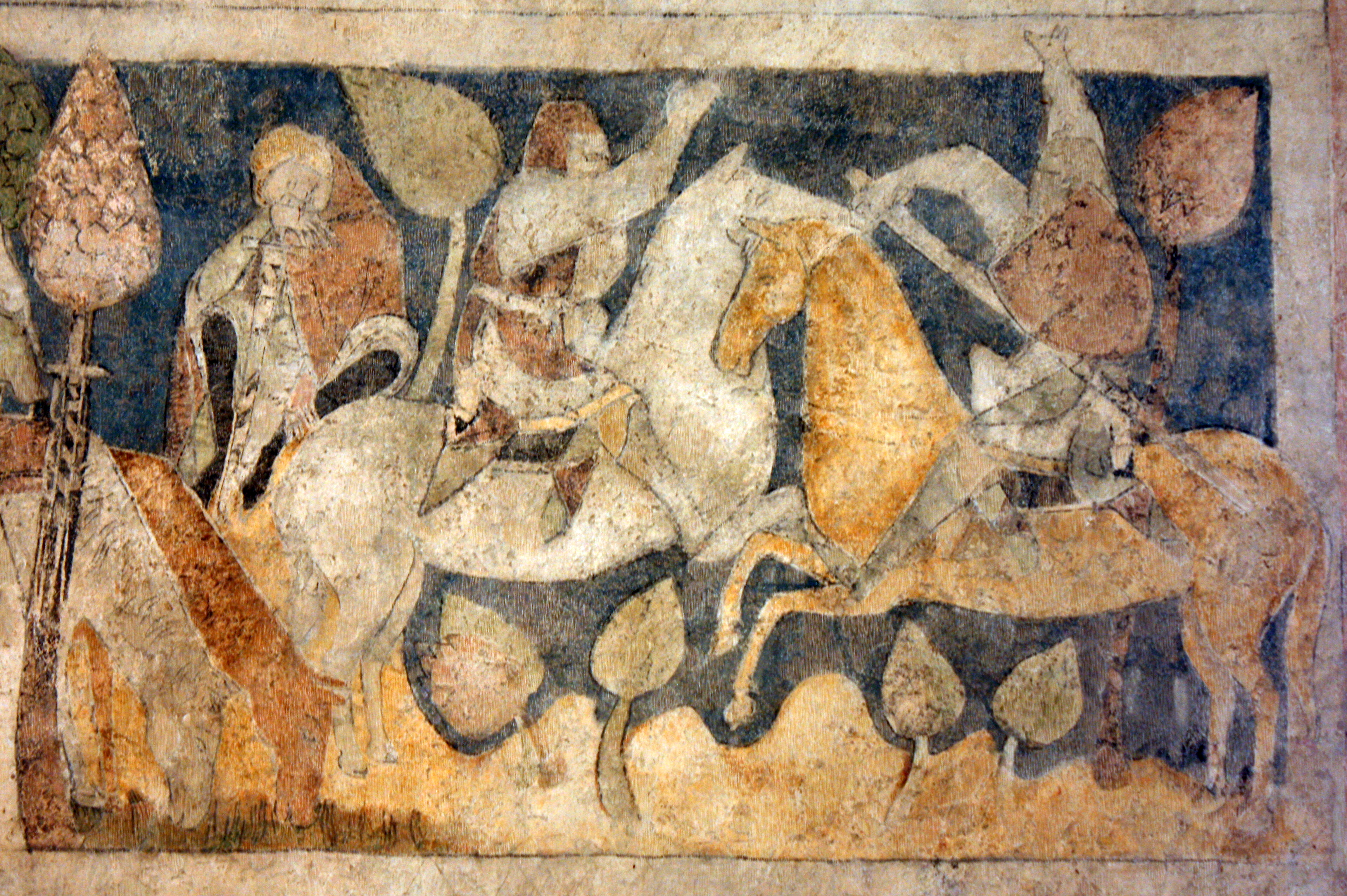
Ritterszene
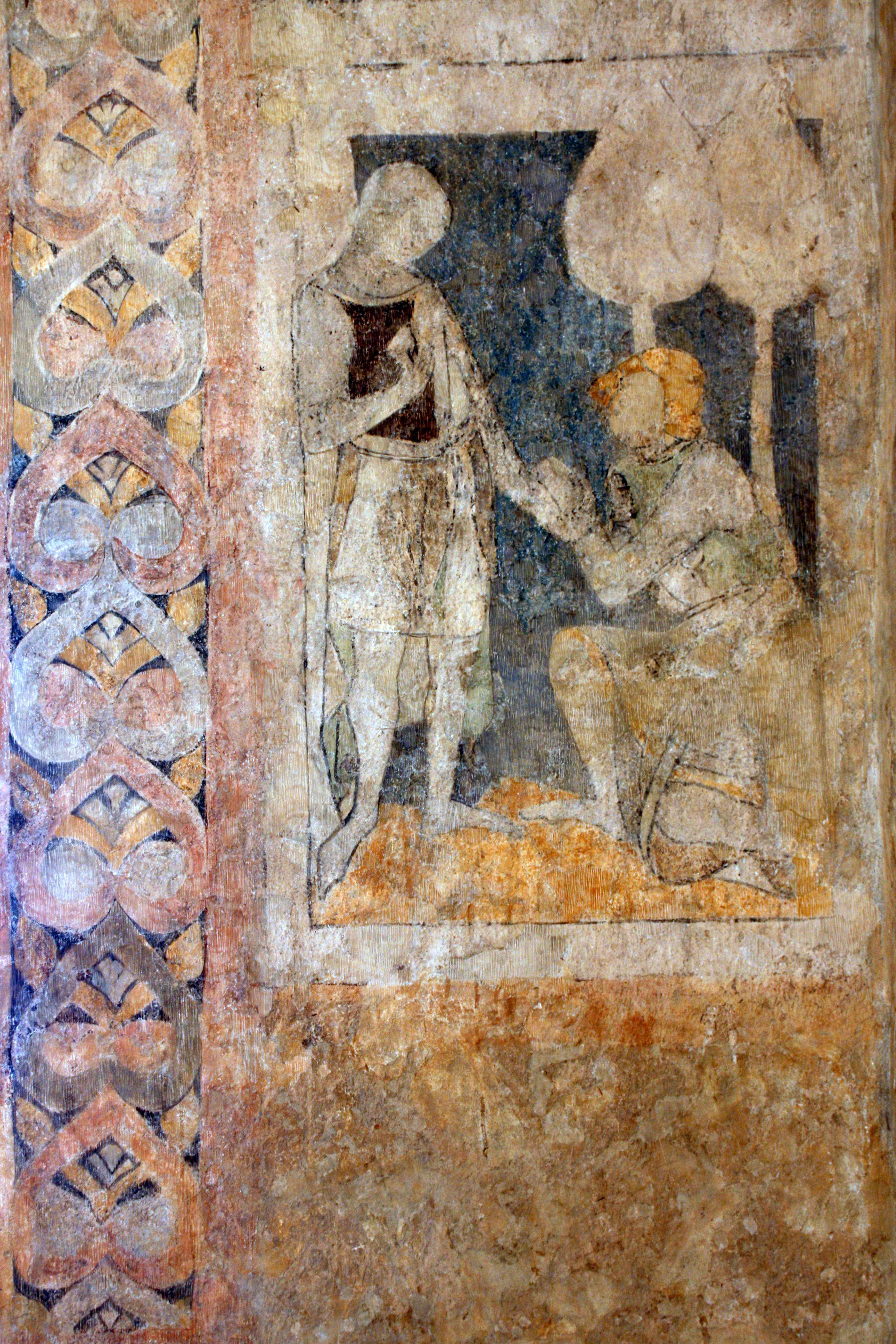
Guinevere und Lancelot
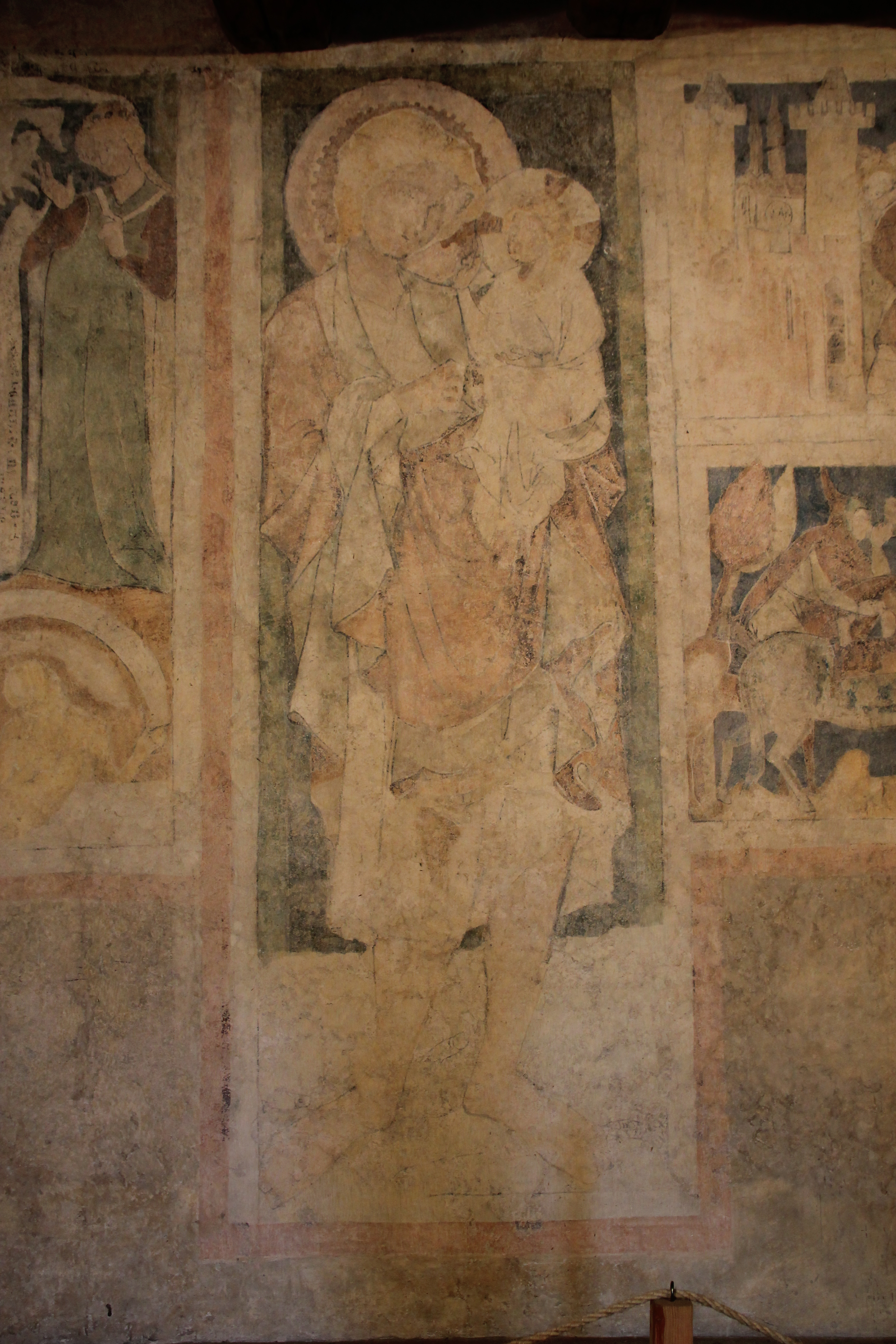
Hl. Christophorus

## Bedeutung
Der Wohnturm gehört zu den wenigen erhaltenen mittelalterlichen Wohntürmen Schlesiens, neben dem Wohnturm Wittgendorf, Schloss Tepliwoda und dem Turm von Dittersbach (Dzietrzychowice in der Landgemeinde Żagań).